# Krnja Jela (Bosanski Petrovac)
Pour les articles homonymes, voir Krnja Jela.
Krnja Jela (en serbe cyrillique : Крња Јела) est un village de Bosnie-Herzégovine. 

## Géographie
Il est situé dans la municipalité de Bosanski Petrovac, dans le canton d'Una-Sana et dans la fédération de Bosnie-et-Herzégovine. 

## Démographie

### Évolution historique de la population
Selon les premiers résultats du recensement bosnien de 2013, il compte 203 habitants.
| 1948 | 1953 | 1961 | 1971 | 1981 | 1991 | 2013 |
| ---- | ---- | ---- | ---- | ---- | ---- | ---- |
| -    | -    | 795  | 721  | 581  | 475  | 203  |

|  |